# AXN Crime
AXN Crime foi um canal europeu de filmes de propriedade da Sony Pictures Entertainment, que transmite sua programação durante dezoito horas por dia, entre as 11:00 e as 03:00 am. Ele está disponível na Polónia, Hungria, Roménia e Bulgária no Boom TV, Bulsatcom, Cyfra Plus, Cyfrowy Polsat, Digi TV, Dolce, iNES, Max TV e N. O canal foi lançado em República Tcheca e Eslováquia, em outubro de 2007.
Em 12 de julho de 2013, a Sony anunciou que o AXN Sci Fi e o AXN Crime seriam substituídos pelos canais AXN Black e AXN White. Em 1º de outubro, o AXN Crime foi substituído pelo AXN White.

## Série
| - 18 Wheels da Justiça - Alias - Blue Heelers - Diagnosis: Murder - Frio Esquadrão - Homicídio - The Cosby Mysteries - Assassinato De Chamada - Murder, She Wrote | - Mulheres Assassinas - Mestre Ladrões - A Agência - Distrito - A Divisão De - Ratos De Água - V. I. P. |

## Ligações externos
- AXN Crime site, with links to the local versions